# Henrik Kinmanson
Henrik Selfrid Kinmanson född 26 april 1874 i Jakob och Johannes församling, död 10 januari 1948 i Oscars församling, var en svensk ämbetsman och politiker. 
Kinmanson genomgick Kungliga Tekniska högskolan 1893–1896. Han blev extra ordinarie assistent i Telegrafverket 1892, ordinarie 1895, byråingenjör i Telegrafstyrelsen 1903, biträdande ingenjör i Patentverket 1901 och byrådirektör där 1915. Kinmanson var byråchef i Patentverket 1936–1939. Han var stadsfullmäktig i Stockholm 1917–1927 och ledamot av riksdagens andra kammare 1922–1924. Han blev mest känd som motståndare till Brattsystemet, men var trots detta styrelseledamot i Stockholmssystemet 1922–1935.